# Gregorio Martínez
Gregorio Melitón Martínez Santa Cruz (* 10. März 1815 in Pradoluengo; † 1881 in Manila) war ein spanischer Missionar der römisch-katholischen Kirche.
Martínez wurde am Seminar von San Jeronimo ausgebildet. Im Juni 1840 wurde er zum Priester geweiht und setzte seine Studien in Valladolid und Madrid fort. Am 21. September 1861 wurde er zum Erzbischof von Manila ernannt und am 23. Dezember 1861 bestätigt. Am 23. März 1862 weihte Lorenzo Barili, Apostolischer Nuntius von Spanien, ihn zum Bischof. Mitkonsekratoren waren Tomás Iglesias y Bárcones, Patriarch von Westindien, und Antonio María Claret y Clará, ehemaliger Erzbischof von Santiago de Cuba. Am 20. September 1875 trat er von seinem Amt zurück und Pedro Payo y Piñeiro folgte ihm nach.
Am Ersten Vatikanischen Konzil nahm er als Konzilvater teil.